# Друга бечка школа
Друга бечка школа је израз којим се уопштено назива круг стваралаца окупљених око Арнолда Шенберга, аустријског композитора, теоретичара музике, професора и писца. Арнолд Шенберг и његови сарадници стварали су почетком 20. века у Бечу музику коју је најпре карактерисала проширена тонација, да би потом у њу увео потпуни експресионизам без чврстог тоналног центра, тј. естетику атоналности и касније хроматску лествицу са 12 степени (додекафонија).